# 福岛滋雄
福岛滋雄（日语：／ Fukushima Shigeo，1943年1月2日—1998年6月1日），日本前男子游泳运动员。他曾参加1964年夏季奥运会游泳比赛，还曾获得3枚亚洲运动会游泳比赛金牌以及1枚夏季世界大学生运动会铜牌。